# Arcore

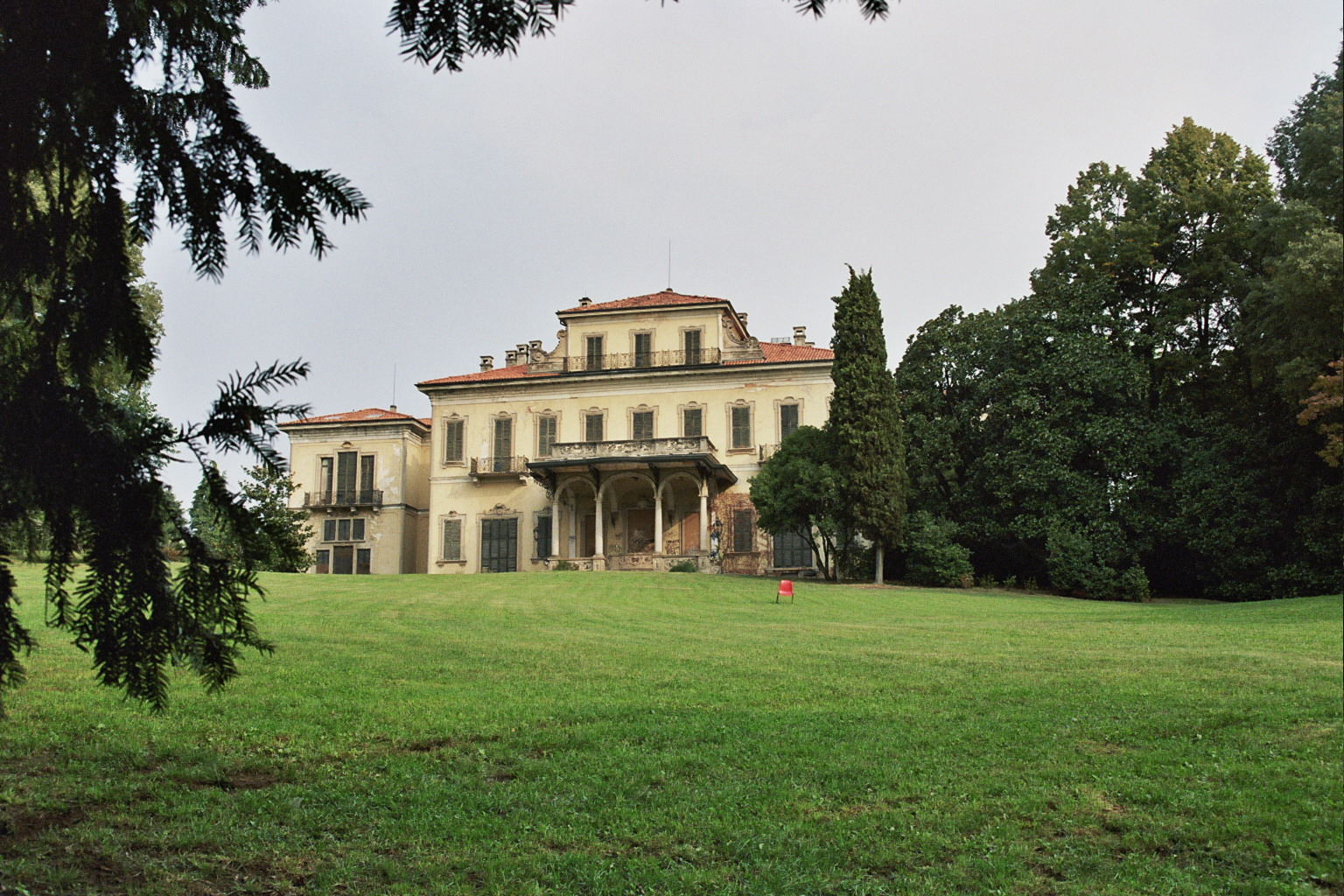
Villa Borromeo, Arcore

Arcore là một đô thị ở tỉnh Monza và Brianza ở vùng Lombardia của Italia, khoảng 20 km về phía đông bắc của Milano. Đến thời điểm 31 tháng 12 năm 2004, dân số đô thị này là 16.896 người, diện tích là 9,3 km².
Đô thị Arcore có các frazioni (đơn vị cấp dưới, chủ yếu là để chỉ thôn, làng) Cascina del Bruno, La Ca'và Bernate.
Arcore giáp các đô thị:: Usmate Velate, Camparada, Lesmo, Biassono, Vimercate, Villasanta, Concorezzo.